# Eleonora Zrza
Eleonora Zrza (22. maj 1797 i Bagsværd – 1. november 1862 i København)
var en dansk operasangerinde af bøhmisk slægt.
Zrza debuterede
på Det Kongelige Teater 1816 som Charlotte i
Sovedrikken af Weyse og var i kraft af sin ualmindelig høje
og klangfulde sopranstemme, der gennem en
fortræffelig skole var udviklet til en i
Danmark hidtil ukendt fuldkommenhed, i henved
30 år operaens hovedstøtte på kvindesiden,
trods hendes i dramatisk henseende
påfaldende og ofte omtalte ubehjælpsomhed og
indolens, ligegyldighed.
Hendes udførelse af de store og
fordringsfulde sopranpartier – grevinden i
Figaros Bryllup, Sidi i Lulu, Nattens
Dronning, Fidelio, Norma osv. – blev ofte
glimrende virtuospræstationer, men uden sjæl i
foredraget, uden liv i den sceniske aktion.
8. februar 1845 optrådte Zrza sidste gang som
Wilhelmine i Ungdom og Galskab af Du Puy.